# Runer
Runer je rijeka u Pirenejima, lijevi pritok Gran Valire, koja čini dio granice između Španjolske i Andore.
Preko ove rijeke postoji most koji povezuje Španjolsku s Andorom, t.j. općine Valles del Valira (La Farga de Moles) i San Julián de Loria, i ceste N-145 i CG-1.